# Fort l'Empereur
Bordj Moulay Hassan (arabe : برج مولاي حسن ou Fort de l'Empereur était une forteresse ottomane couvrant le sud d'Alger située au sommet de la colline du Savon (Koudia-es-Sebaoun).
Cette citadelle avait été édifiée par le Beylerbey après le siège manqué de la ville par les armées de Charles Quint (l’empereur germanique, d'où le nom de l'endroit) en 1541. La chute de la forteresse dans les premiers jours de juillet 1830, marqua l'étape décisive de la prise d'Alger par les Français.
La tour du Fort de l’Empereur, qui servait de repère aux aviateurs allemands, fut dynamitée le 3 février 1943 par le génie militaire allié.

## Histoire

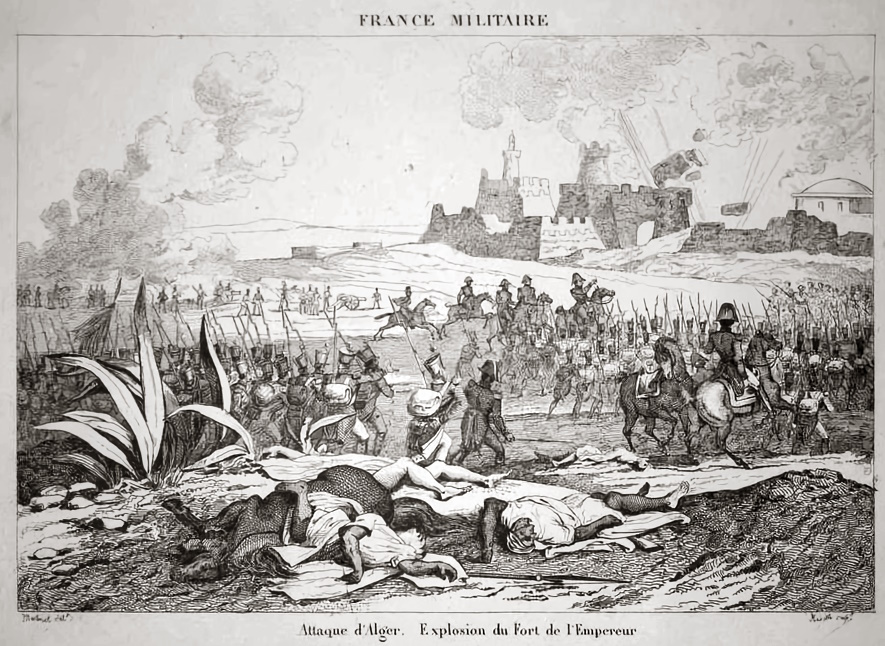
Explosion du fort de l'Empereur, juillet 1830.

Bordj Moulay Hassan est construit sur ordre de Hassan Pacha, beylerbey d'Alger et fils de Kheireddine Barberousse (fondateur de la régence d'Alger). Il se veut un renforcement du dispositif de défense d'Alger à la suite de l'expédition d'Alger de 1541 dirigée par l'empereur Charles Quint. Il est réalisé selon les plans d'un renégat grec, un dénommé caïd Hassan et doté à l'origine de 480 pièces de canons. Ce fort historique portera plusieurs noms,:
- Bordj Moulay Hassan : nom local, en l'honneur de son fondateur Hassan Pacha ;
- Fort l'Empereur, sous la colonisation française, en l'honneur de Charles Quint ;
- Sultan Kala'si ((ota) سلطان قلعه‌سى), en turc ottoman, en référence également à Charles Quint.

Ce fort est dévasté lors de l’expédition d'Alger de 1830 : la poudrière explose durant l’assaut.